# Кубок Австрії з футболу 2012—2013
Кубок Австрії з футболу 2012–2013 — 78-й розіграш кубкового футбольного турніру в Австрії. Вперше в історії титул здобув Пашинг, який на час проведення змагань виступав у Регіональній лізі - третьому за рангом дивізіоні Австрії.

## Календар
| Раунд       | Дата               | Матчі | Клуби   |
| ----------- | ------------------ | ----- | ------- |
| 1/32 фіналу | 12-15 липня 2012   | 32    | 64 → 32 |
| 1/16 фіналу | 24-26 вересня 2012 | 16    | 32 → 16 |
| 1/8 фіналу  | 30-31 жовтня 2012  | 8     | 16 → 8  |
| 1/4 фіналу  | 16-17 квітня 2013  | 4     | 8 → 4   |
| 1/2 фіналу  | 7-8 травня 2013    | 2     | 4 → 2   |
| Фінал       | 30 травня 2013     | 1     | 2 → 1   |

## Перший раунд
| Команда 1                | Рахунок         | Команда 2               |
| ------------------------ | --------------- | ----------------------- |
| 12 липня 2012            |                 |                         |
| Флорідсдорфер (3)        | 0:1             | Альтах (2)              |
| 13 липня 2012            |                 |                         |
| Гард (3)                 | 1:0             | Швац (4)                |
| Парндорф (3)             | 0:3             | Адміра Ваккер Медлінг   |
| Ваттенс (3)              | 0:1             | Штурм                   |
| Уніон (Фекламаркт) (3)   | 3:4             | Лустенау 07 (2)         |
| Граткорн (3)             | 0:0 дч пен. 4:5 | Ваккер (Інсбрук)        |
| Філлах (3)               | 4:2             | Рорендорф (5)           |
| Пашинг (3)               | 2:1             | Аустрія (Зальцбург) (3) |
| Кальсдорф (3)            | 3:1             | Валлерн (3)             |
| Дойчландсберг (4)        | 1:2             | Гартберг (2)            |
| Пінцгау Зальфельден (3)  | 0:4             | Гредіг (2)              |
| Юніон Санкт-Флоріан (3)  | 2:1             | Блау-Вайс Лінц (2)      |
| Аустрія (Клагенфурт) (3) | 3:2             | Горн (2)                |
| Зальцбургер АК 1914 (4)  | 0:5             | Аллергайліген (3)       |
| Амштеттен (3)            | 0:1             | Швехат (3)              |
| Грацер (3)               | 3:2 дч          | Ферст Вієнна (2)        |
| Вінер ШК (3)             | 0:2             | Ред Булл                |
| 14 липня 2012            |                 |                         |
| Бад-Феслау (4)           | 1:0             | Санкт-Пельтен (2)       |
| Штегерсбах (3)           | 3:2 дч          | Ройтте (4)              |
| Грюн-Вайс Міхелдорф (4)  | 0:1             | Вінер Вікторія (4)      |
| Клагенфурт (3)           | 1:2             | Санкт-Йоганн (3)        |
| Оберварт (3)             | 1:3             | Аустрія (Відень)        |
| Леобен (3)               | 1:3             | Маттерсбург             |
| Рец (3)                  | 1:7             | Аустрія (Лустенау) (2)  |
| ЛАСК Лінц (3)            | 7:0             | Шпітталь/Драу (4)       |
| Гафленц (4)              | 1:2             | Золленау (3)            |
| Остбах XI (3)            | 1:8             | Вольфсбергер            |
| Брегенц (3)              | 1:2             | Капфенберг (2)          |
| Куфштайн (3)             | 1:4             | Рід                     |
| Ардаггер (4)             | 2:3 дч          | Дорнбірн (3)            |
| 15 липня 2012            |                 |                         |
| Вольфурт (4)             | 2:4 дч          | Вінер-Нойштадт          |
| Хайлігенкройц (5)        | 0:5             | Рапід (Відень)          |

## Другий раунд
| Команда 1                | Рахунок         | Команда 2              |
| ------------------------ | --------------- | ---------------------- |
| 24 вересня 2012          |                 |                        |
| Кальсдорф (3)            | 3:0             | Гартберг (2)           |
| 25 вересня 2012          |                 |                        |
| Вінер Вікторія (4)       | 3:3 дч пен. 4:1 | Капфенберг (2)         |
| Гард (3)                 | 0:3             | Альтах (2)             |
| Штегерсбах (3)           | 1:3             | Ред Булл               |
| Аустрія (Клагенфурт) (3) | 2:0 дч          | Адміра Ваккер Медлінг  |
| Пашинг (3)               | 3:2 дч          | Аустрія (Лустенау) (2) |
| Філлах (3)               | 3:1             | Вінер-Нойштадт         |
| Санкт-Йоганн (3)         | 0:3             | Лустенау 07 (2)        |
| Золленау (3)             | 1:5 дч          | Ваккер (Інсбрук)       |
| ЛАСК Лінц (3)            | 2:0             | Гредіг (2)             |
| Швехат (3)               | 0:5             | Штурм                  |
| Дорнбірн (3)             | 2:3             | Аустрія (Відень)       |
| 26 вересня 2012          |                 |                        |
| Бад-Феслау (4)           | 2:3             | Маттерсбург            |
| Аллергайліген (3)        | 1:4             | Рапід (Відень)         |
| Юніон Санкт-Флоріан (3)  | 1:1 дч пен. 4:5 | Рід                    |
| Грацер (3)               | 0:6             | Вольфсбергер           |

## 1/8 фіналу
| Команда 1          | Рахунок         | Команда 2                |
| ------------------ | --------------- | ------------------------ |
| 30 жовтня 2012     |                 |                          |
| Штурм              | 1:2             | Ваккер (Інсбрук)         |
| Лустенау 07 (2)    | 1:2             | Вольфсбергер             |
| ЛАСК Лінц (3)      | 2:2 дч пен. 7:6 | Маттерсбург              |
| Пашинг (3)         | 2:1             | Аустрія (Клагенфурт) (3) |
| Вінер Вікторія (4) | 0:1             | Рід                      |
| 31 жовтня 2012     |                 |                          |
| Кальсдорф (3)      | 1:3             | Ред Булл                 |
| Філлах (3)         | 0:4             | Аустрія (Відень)         |
| Рапід (Відень)     | 4:2 дч          | Альтах (2)               |

## 1/4 фіналу
| Команда 1        | Рахунок | Команда 2        |
| ---------------- | ------- | ---------------- |
| 16 квітня 2013   |         |                  |
| Рапід (Відень)   | 0:1     | Пашинг (3)       |
| Ваккер (Інсбрук) | 0:3     | Ред Булл         |
| 17 квітня 2013   |         |                  |
| Вольфсбергер     | 1:2     | Аустрія (Відень) |
| Рід              | 2:1 дч  | ЛАСК Лінц (3)    |

## 1/2 фіналу
| Команда 1     | Рахунок | Команда 2        |
| ------------- | ------- | ---------------- |
| 7 травня 2013 |         |                  |
| Ред Булл      | 1:2     | Пашинг (3)       |
| 8 травня 2013 |         |                  |
| Рід           | 1:3     | Аустрія (Відень) |

## Фінал
| 30 травня 2013 17:30 (UTC+2) |

| Аустрія (Відень) | 0:1      | Пашинг (3)  |
| ---------------- | -------- | ----------- |
|                  | Протокол | Собкова 47' |

| Ернст-Гаппель-Штадіон, Відень Глядачів: 16 500 Арбітр: Рене Ейзнер |